# Георгій II
Георгій II (груз. გიორგი II, ?—1585) — цар Імеретії. Старший син і наступник Баграта III.

## Життєпис
1565 року після смерті батька зайняв престол. Георгій II примирився з князями Ростомом Гурієлі та Леваном Дадіані. 1572 Георгій примирився з атабегом Самцхе Кайхосро.
1578 року величезна турецька армія під командуванням Лала-паші вторглась до Імеретії. Георгій II все ж зумів розгромити сили противника, що мав значну перевагу.

## Родина
Був одружений тричі. Від першої дружини (пом. 1561), ім'я якої невідомо, мав сина Олександра (пом. 1558).
1563 року одружився вдруге — з Русудан Шервашидзе (пом. 1578). Діти:
- Баграт (1565–1578)
- Леван (1573–1590), цар Імеретії (1586–1589).

Втретє одружився з Тамарою, дочкою князя Кермазана Діасамідзе, від шлюбу з якою дітей не мав.